# قزل‌ایرماق

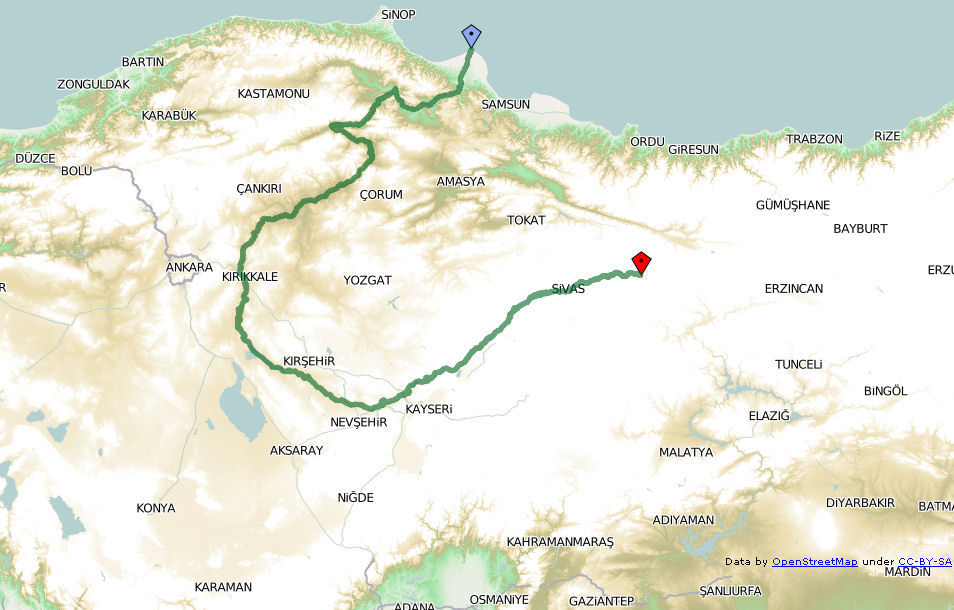
رود قزل ایرماق

رود قزل‌ایرماق یا قیزیل‌ایرماق (به ترکی استانبول: Kızılırmak Nehri‌، به رسم‌الخط عثمانی: قزل‌ایرماق نهری) درازترین رودی می‌باشد که تمامی طول آن درون مرزهای ترکیه می‌باشد. نام باستانی این رود هالیس (به یونانی: Ἅλυς) می‌باشد. نام این رود اشاره به رنگ متمایل به سرخ آب آن دارد.این رودخانه از ناحیه ماکیران در سیواس سرچشمه می‌گیرد و به دریای سیاه می‌ریزد. قزل ایرماق مجموعاً ۱۳۵۵ کیلومتر (۸۴۲ مایل) طول دارد.

## تاریخچه

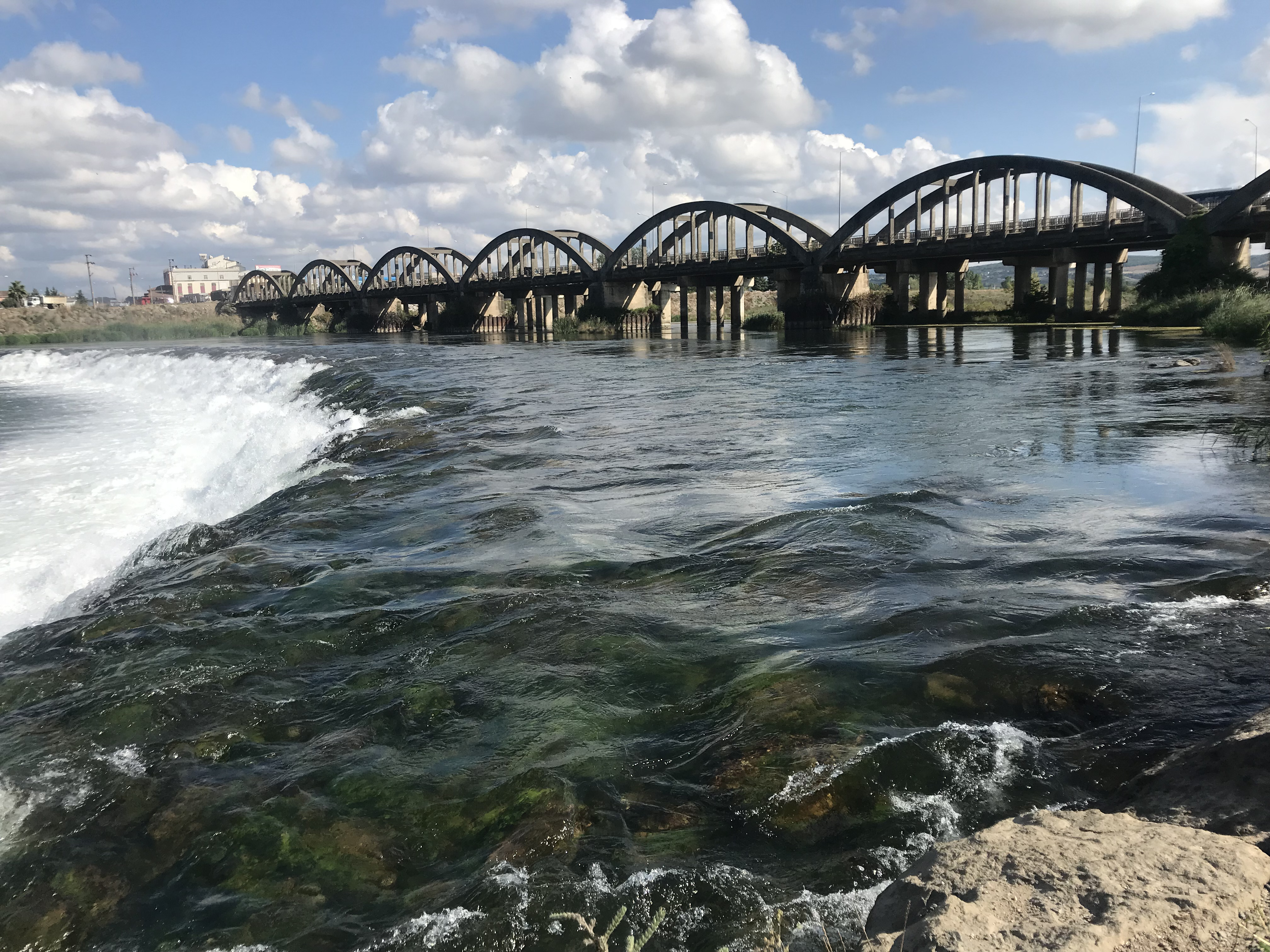

تمدن هیتی در اطراف این رود ایجاد شد و مرزهای غربی هیتی نیز در غربی‌ترین قسمت رود قرار داشت. هزار سال بعد لیدیه قدرتی که از غرب به مدیترانه، از شمال به دریای سیاه و دریای مرمره از شرق به قزل ایرماق کنونی می‌رسید در زمان فرمانروای پرقدرت لودی، قدرت زیادی داشت. این قدرت گرفتن مصادف شد با قدرت گرفتن هوخشتره در ماد. هوخشتر پس از آن که مرزهای کشور خود را مستحکم کرد، در ۵۹۲ ق. م به بهانه ای نه چندان مهم آماده نبرد با آلیات شد. جنگ ماد و لیدیه در زمان خود یکی از نبردهای خسته کننده بی سرانجام بود. این نبرد ۷ سال به طول انجامید و آن طور که در تاریخ آمده، در سال هفتم نبرد و در ماه مه ۵۸۵ ق. م خورشید گرفتگی دو پادشاه را از ادامهٔ نبرد بیمناک کرد و دو پادشاه با پا درمیانی بخت النصر، پادشاه بابل، صلح کردند. پس از نبرد هالیس این رود مرز میان ماد و لیدیه قرار گرفت.
۳۵ سال بعد کرزوس، پادشاه لیدیه، که از قدرت گرفتن کوروش در شرق نگران بود، با گذر از رود جنگ را آغاز کرد. حملهٔ کرزوس به شاهنشاهی ایران در سال ۵۴۷ (پیش از میلاد) آغاز شد. سپاه او در حوالی رودخانه هالیس واقع در آناتولی مرکزی به ارتش مقتدر ایران برخورد و با آنان جنگید. گرچه این جنگ، جنگی بی‌نتیجه بود.